# Карпенков, Даниил Авдеевич
Даниил Авдеевич Карпенков (1904—1967) — генерал-майор (06.06.1943) Советской Армии, участник Великой Отечественной войны.

## Биография
Даниил Авдеевич Карпенков родился 4 апреля 1904 года в деревне Дягилево (ныне — Дорогобужский район Смоленской области). После окончания семи классов школы и профессионально-технической школы уехал в Смоленск, где работал на лесопильном заводе. В 1926 году Карпенков был призван на службу в Рабоче-Крестьянскую Красную Армию. В 1930 году окончил Ленинградскую военно-инженерную школу, в 1938 году — четыре курса Военно-инженерной академии имени В. В. Куйбышева. Служил на военно-политических должностях в различных военно-инженерных частях. С 1938 года являлся военным комиссаром Особого стрелкового корпуса на Дальнем Востоке. Здесь его застало начало Великой Отечественной войны.
В разгар битвы за Москву, в декабре 1941 года, Карпенков был направлен в действующую армию, на должность военного комиссара 413-й стрелковой дивизии. Это соединение отличилось во время ожесточённых боёв под Тулой и Калугой, и немалая роль в том была политаппарата, который Карпенкову удалось в короткие сроки сколотить. В дальнейшем занимал должности члена Военного Совета 47-й армии, военного комиссара 29-й гвардейской стрелковой дивизии, члена Военного Совета 10-й и 31-й армий. Находясь на последней должности, Карпенков участвовал в освобождении Белорусской ССР и Польши, боях в Восточной Пруссии.
В послевоенное время занимал должность члена Военного Совета Южно-Уральского военного округа (июль — декабрь 1945). В 1946 году был уволен в запас. Проживал в Москве. Умер 26 июля 1967 года. Похоронен на кладбище в посёлке Перхушково Одинцовского района Московской области.

## Награды
- Орден Красного Знамени (28 сентября 1943 года);
- Орден Кутузова 1-й степени (19 апреля 1945 года);
- Орден Кутузова 2-й степени (4 июля 1944 года);
- 2 ордена Красной Звезды (12 апреля 1942 года, 3 ноября 1944 года);
- Медаль «За оборону Москвы» и другие медали.